# ميراي فلور
ميراي فلور Mireille Flour (29 أبريل 1910 في مرسيليا - 1984)  كانت عازفة هارب كلاسيكية فرنسية، بلجيكية الجنسية.